# Sequestrante
Un sequestrante o chelante è un composto chimico o una miscela di composti chimici in grado di formare per chelazione dei complessi più o meno stabili con atomi o ioni. Il termine chelante viene da chele, immaginando il chelante come un granchio che afferra e avvolge gli ioni metallici. 
Normalmente più sono i legami che si formano tra il chelante e il metallo, più è stabile il complesso che si forma. Chelanti in grado di stabilire molti legami sono detti pluridentati.
Essendo spesso sostanze chimiche con nomi lunghi e difficilmente pronunciabili o memorizzabili sono spesso definiti con acronimi o sigle.

## Utilizzi in generale
In chimica si utilizzano largamente i chelanti per eliminare ioni interferenti in ambienti di reazione o di analisi, ovvero per isolare specie instabili.
Un esempio di sequestrante è l'EDTA che, formando un chelato molto stabile con gli ioni calcio e magnesio, viene anche sfruttato per evitare la formazione e il deposito di calcare dalle acque (effetto anti ridepositante).
Sono utilizzati soprattutto come ingredienti nei detergenti (circa 80% del consumo mondiale). Nei detergenti per lavastoviglie, nei detergenti per il bucato a mano o in lavatrice, per la pulizia dei pavimenti, in tutti quei detergenti in cui è previsto l'uso di acqua di rete o diluizione del prodotto in quanto l'acqua di rete contiene sali di calcio e magnesio. Dei chelanti sono usati in grande quantità anche nei processi industriali per la produzione della carta o per l'elettrodeposizione dei metalli, metallizzazioni, produzione di circuiti stampati e nella produzione dei fertilizzanti per la capacità di rilasciare micronutrienti.
I metalli pesanti sono tossici per l'uomo e per l'ambiente, infatti danno luogo a reazioni di ossidazione e gli stati ossidativi in genere sono responsabili di varie patologie dell'organismo. Queste reazioni non sono possibili se il metallo è chelato ed espulso. I sequestranti possono essere utilizzati per contrastare la tossicità dei metalli pesanti nell'uomo, nella bonifica del suolo e nel trattamento delle acque.

## Usi in medicina
In medicina trovano impiego in vari ambiti clinici come la talassemia e l'avvelenamento da metalli pesanti (intossicazione acuta); inefficaci in caso di intossicazione cronica. La terapia richiede più tempo ed è un'integrazione mirata e personalizzata degli oligoelementi carenti.
I chelanti più utilizzati in ambito medico sono:
- Dimercaptopropanolo (dimercaprolo, BAL): avvelenamento acuto da arsenico, oro, mercurio e piombo;
- Dimercaptopropane sulfonate (DMPS): l'avvelenamento severo da arsenico, mercurio
- Penicillamina: intossicazioni da metalli pesanti
- Deferoxamina mesilato (deferoxamina): avvelenamento acuto da ferro e alcuni casi di alluminio;
- Acido dimercaptosuccinico (DMSA): intossicazioni da piombo;
- Acido etilendiamminotetraacetico (EDTA): come anti-coagulante ed è indicato nelle intossicazioni da piombo;
- Trientina (trietilenetetramina): chela rame e ferro e ne riduce l'assorbimento a livello intestinale.

Trovano inoltre uso in ambito chimico clinico, e quindi nei laboratori di analisi.

## Usi nella detergenza
I chelanti posseggono la capacità di costruire legami con ioni calcio e magnesio presenti nell'acqua, funzione che si sovrappone a quella dei "builder". Alcuni chelanti relativamente forti sono anche in grado di rompere i legami tra lo sporco, il calcio e la superficie favorendo il distacco del detergente; infatti sono stati rilevati dei problemi ambientali per via del massivo utilizzo di chelanti nei detergenti. 
Nelle acque i problemi che i complessi causano sono dovuti alla scarsa degradabilità e alla mobilizzazione dei micronutrienti (eutrofizzazione)
Alcuni tra i chelanti problematici nella detergenza sono:
- STPP e altri fosfati: il cui uso è bandito o ristretto e disincentivato in molti paesi, compresa la UE per il rischio eutrofizzazione;[1]
- NTA (acido nitrilotriacetico): soggetto a restrizioni in molti paesi (sospettata cancerogenicità), non può essere inserito in detergenti ECO-LABEL;
- EDTA (acido etilendiamminotetraacetico): bandito in alcuni paesi e soggetto a restrizioni in altri per lenta biodegradabilità, non può essere inserito in detergenti ECO-LABEL;
- HEDP (acido etidronico) e altri fosfonati: soggetti a restrizioni per scarsa degradabilità e rischio eutrofizzazione.[1] Nel cosmetico europeo può essere utilizzato solo nei prodotti per capelli e nei saponi;
- DTPA (diethylenetriamine pentaacetato): non può essere inserito in detergenti ECO-LABEL in quanto potenzialmente tossico per la riproduzione.

## Chelanti biodegradabili
Un gran numero di chelanti biodegradabili sono stati sviluppati come alternativa a quelli problematici, tra questi troviamo: EDDS, GLDA, MGDA e IDS
La costante di stabilità di questi chelati Calcio è in certi casi molto inferiore di quella dei chelanti problematici rendendoli non idonei per la detergenza, a sfavore di questi prodotti vi è anche il costo industriale, che in genere è di molto superiore. 
Non essendo ancora emersa un'alternativa economica e efficiente, le attuali restrizioni europee non prevedono al momento il bando totale dei fosfati e fosfonati.
i citrati ed i gluconati sono chelanti sia biodegradabili che economici, questi rappresentano la quota di mercato maggiore nel consumo globale di sequestranti.

## Chelanti nella cosmesi e nella preparazione dei cibi
Legando ioni metallici i sequestranti possono inibire l'autossidazione e la crescita microbica. Per questo sono utilizzati nella cosmesi, anche quella non destinata alla detersione personale, e nella conservazione degli alimenti in sinergia con antiossidanti e conservanti.